# 엔초 페라리
엔초 안셀모 페라리(이탈리아어: Enzo Anselmo Ferrari, 1898년 2월 20일~1988년 8월 14일)는 이탈리아의 기업인으로, 페라리의 창립자이자 F1 자동차 경주팀 스쿠데리아 페라리의 창설자이다.

## 생애

### 유년기 ~ 청년기
1898년에 이탈리아의 모데나에서 3남 중 막내로 태어나, 10살 때 우연히 볼로냐에서 열린 자동차 레이스를 본 것이 그의 인생을 바꾸어놓았다. 13살 때부터 운전을 배우기 시작하여 16세에는 스포츠 신문에 축구 기사를 기고하면서 처음으로 이름을 알렸다.
제1차 세계 대전이 터지면서 포병으로 입대하였으나, 1916년 아버지 알프레도 시니어와 형 알프레도 주니어가 독감에 걸려 사망하고 말았다.
20세에 모 자동차 회사의 트럭 운전사로 취직하였으며, 그러던 중 이탈리아 최고의 레이서 중 한 명인 펠리체 나차로(Felice Nazzaro)를 만나 그의 소개로 밀라노의 스포츠카 제조사 CMN(Costruzioni Meccaniche Nazionali)으로 직장을 옮기고 운전 실력을 인정받아 레이싱에 데뷔하게 된다.

### 페라리 역사의 시작
1920년에 알파 로메오 팀에 입단 후, 점점 두각을 나타내며 자신의 존재를 알리기 시작한다. 이후, 유능한 인재들과 함께 알파 로메오 P1 차량을 개조한 P2로 많은 대회에서 우승하는 등 이탈리아의 명문인 피아트 사까지 누르면서 엔초는 마침내 1인자의 자리에 서게 된다.
1929년에는 마구간을 뜻하는 '스쿠데리아 페라리'라는 자신의 공장을 차려 진정한 페라리 역사의 시작을 알렸다. 이 때문에 오늘날의 페라리 엠블럼에는 말 그림과 함께 "SF"라는 영문이 새겨져 있는데, 이것이 바로 스쿠데리아 페라리를 뜻하는 약자이다. 1939년에는 스쿠데리아 팀을 흡수하면서 자신을 내쫓으려는 알파 로메오를 뛰쳐나와 본격적으로 자동차를 생산하기 시작한다. 1940년에는 첫 생산 차량인 Tipo 815를 만들었지만, 4년이라는 시간 동안 알파 로메오 와의 계약 때문에 자신의 이름을 딴 레이싱카를 생산할 수 없었다. 1947년에는 드디어 페라리의 진가가 그랑프리와 르망 24시 레이스에서 본격적으로 발휘하기 시작했고, 1988년까지 무려 5,000번이라는 우승 타이틀을 거머쥘 정도로 스쿠데리아 페라리는 막강한 팀으로 성장하게 된다.

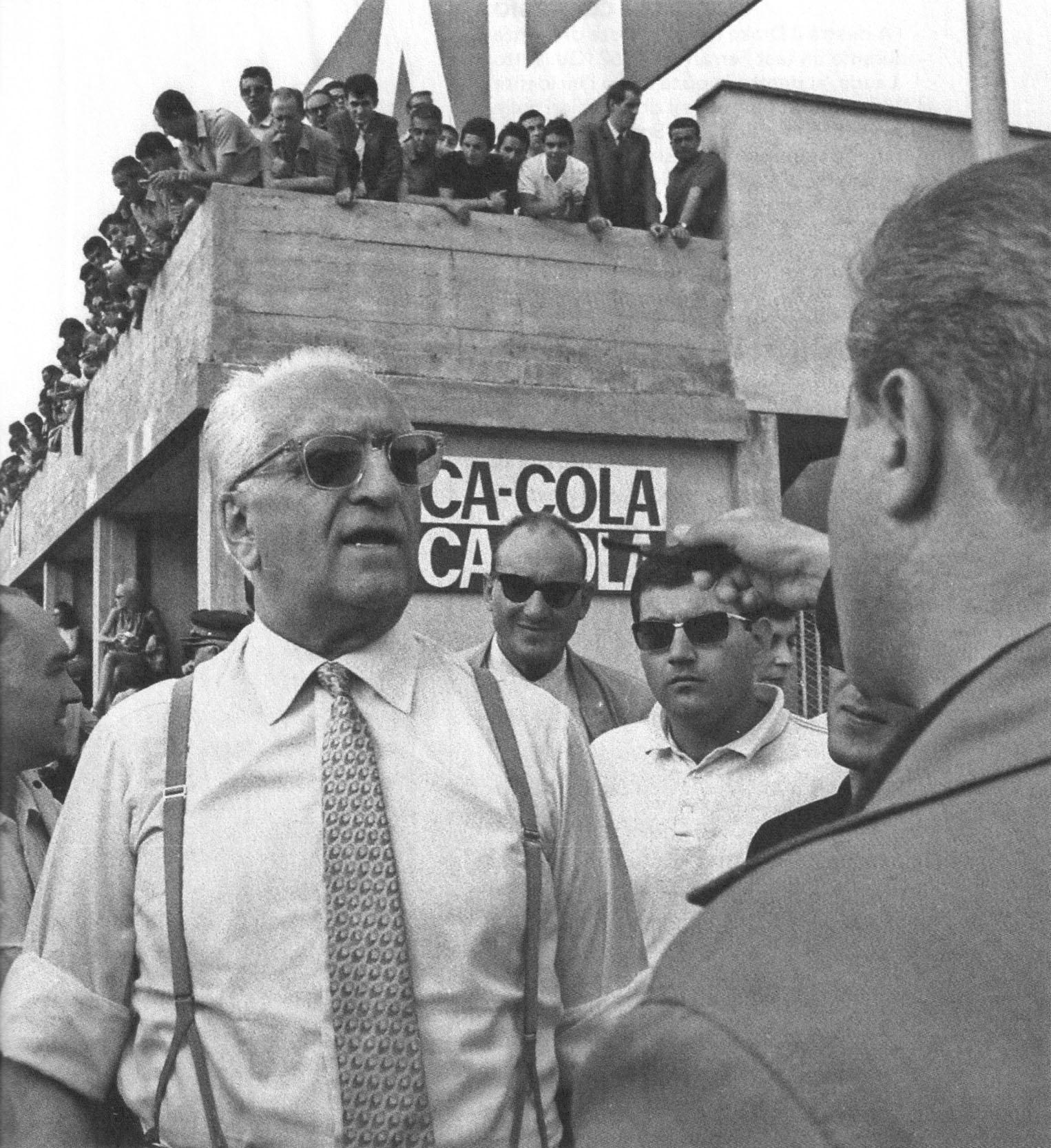
엔초 페라리 (1967년)

## 사망
1988년 8월 14일 마지막 역작인 페라리 F40의 완성을 보지 못하고 심부전으로 사망했다.

## 상훈
- 1960년 - 볼로냐 대학교 명예 공학박사
- 1962년 - UN 함마르셸드 상(Hammarskjöld Prize)
- 1965년 - 국제 통신 연구소 콜럼버스 상(Premio Columbus, Istituto Internazionale delle Comunicazioni)
- 1970년 - 이탈리아 문화예술 공로 메달(Medaglia ai benemeriti della cultura e dell'arte)
- 1979년 - 이탈리아 공화국 공로장 1등급(Cavaliere di Gran Croce OMRI)
- 1987년 - 가스페리 상(Premio Alcide De Gasperi)
- 1988년 - 모데나 대학교 명예 이학박사
- 1994년 - 국제 모터스포츠 명예의 전당 헌액